# Empire Dogs
Empire Dogs, var en svensk musikgrupp ifrån Stockholm. Bandet bildades år 2000. Musiken kan beskrivas som rock med inslag av soul. Text och musik skrevs i första hand av sångaren, Sunkan Choi. Bandet hade sin sista spelning år 2014.

## Medlemmar
- Sunkan Choi: Sång, Keyboard, Piano
- Erik Pihl: Trummor
- Niklas Landberg: Gitarr
- Stefan Svensson: Bas
- Gustav Vidlund: Gitarr
- Oskar Ling: Keyboard

## Historia

### 2000
Bandet bildas.

### 2002
Efter flitigt spelande runt om i Sverige får Empire Dogs sitt första skivkontrakt på Night Life Records som drevs och ägdes av sångaren/frontfiguren i det svenska rockbandet Caesars, César Vidal. Sommaren 2002 åker bandet ner till Göteborg och spelar in sin första EP tillsammans med Kalle Gustafsson Jerneholm (The Soundtrack Of Our Lives) och Pop Lars (Broder Daniel, Hästpojken) som producenter. Under hösten 2002 spelar bandet in sin första video till titelspåret The Dogs. Videon som bygger på fotoanimation produceras av bandet själva.  

### 2003
När den färdigspelade EP:n som kort och gott får namnet The Dogs ska släppas våren 2003 kopplas Per Kviman in i projektet och köper loss Empire Dogs från Night Life Records. Per Kviman som tidigare varit verksam inom den brittiska musikindustrin knyter Empire Dogs till sitt nystartade skivbolag Versity Music. I april 2003 släpps så debut EP:n The Dogs i både Sverige och Storbritannien. Den egenhändiga videon till debutsingel The Dogs spelas flitigt på MTV och ZTV. Sommaren 2003 påbörjas arbetet med bandets första fullängdare. Empire Dogs bestämmer sig för att producerar detta debutalbum själva. Till sin hjälp tar man Adam Kviman och inspelningen görs i hans studio på Vaxholm utanför Stockholm. Albumet spelas in helt live på tre dagar i juni 2003. Under hösten 2003 mixas albumet färdigt av Ronald Bood som tidigare arbetat med bland andra Mando Diao. 

### 2004
I februari spelas Empire Dogs första video till den kommande skivans första singel – Goodbye Baby in. Bandet väljer att spela in videon i en av SVT:s gamla lokaler på Kvarnholmen i Stockholm. Till regissör av videon väljer bandet Fredrik Wenzel (Farväl Falkenberg, Broder Daniel Forever). Singel och videon Goodbye Baby släpps den 14 april 2004. Den 4 maj 2004 släpps det efterlängtade fullängdsalbumet Love Attacks!!!. Albumet får idel bra recensioner i den svenska pressen. I maj 2004 åker bandet på turné i England. Därefter väntar en lång Sverigeturné som avslutas i augusti 2005. I juli 2004 spelas den andra videon till singeln Oh Lord! från Love Attacks!!! in i Hagaparken utanför Stockholm.

### 2005
Empire Dogs är framförallt ute på turné i Sverige. 

### 2006
I maj till juni 2006 åker Empire Dogs på turné i Indien. I juli 2006 påbörjas arbetet med uppföljaren till Love Attacks!!! med Jocke Åhlund (Teddybears, Caesars) som producent i hans studio i centrala Stockholm. I augusti 2006 släpps albumet "Love Attacks!!!" i USA. 

### 2007
Arbetet med den nya skivan fortsätter i en studio i Bromma utanför Stockholm. Bandet samarbetar nu med Fredrik Björling (The Guild, Dungen). 

### 2008
Under hösten 2008 hittar Empire Dogs ett nytt samarbete i Fabian ”Phat Fabe” Torsson (Teddybears, I’m from Barcelona, Robyn) som anlitas för att producera och mixa de olika musikaliska grunderna som spelats in.

### 2009
Under våren 2009 slutförde man den nya skivan som får namnet "Happy Go Lucky". På den första singeln "Come On You Preachers" (Arirang) får Empire Dogs hjälp av Ola Salo från bandet The Ark.  

### 2010
I maj 2010 släppte bandet efter många turer uppföljaren "Happy Go Lucky". Skivan innehåller samarbeten med bland annat Ola Salo från The Ark och Cookies 'N' Beans. 

### 2014
I juni 2014 gjorde bandet sin sista spelning i Stockholm.

## Diskografi
- The Dogs – cd EP 2003
- Goodbye Baby – cd singel 2004
- Love Attacks!!! – cd album 2004
- Oh lord! – cd singel 2004
- Happy Go Lucky – cd album 2010

## Officiella webbplatser
- Officiell webbplats[död länk]
- Myspace